# Filip Sjöberg
Filip Sjöberg, född 12 april 2000, är en svensk fotbollsspelare som spelar för IK Brage. Hans tvillingbror, Axel Sjöberg, är också en fotbollsspelare.

## Karriär
Sjöberg spelade fotboll som junior i Eskilsminne IF. Han gick som 13-åring till Helsingborgs IF. Sjöberg gjorde sin Superettan-debut den 10 juni 2018 i en 4–1-vinst över Degerfors IF, där han blev inbytt i den 87:e minuten mot Alex Timossi Andersson.
Sjöberg gjorde allsvensk debut den 15 juli 2019 i en 1–0-vinst över IK Sirius, där han blev inbytt i den 69:e minuten mot Mamudo Moro. I december 2019 förlängde Sjöberg sitt kontrakt med ett år och därefter en option på ytterligare två år.
Den 31 juli 2020 värvades Sjöberg av Dalkurd FF. I januari 2021 gick han till division 2-klubben Ängelholms FF. I augusti 2021 värvades Sjöberg av Superettan-klubben IK Brage, där han skrev på ett 2,5-årskontrakt. I klubben återförenades han även med tvillingbrodern Axel Sjöberg. I december 2023 förlängde Sjöberg sitt kontrakt med ett år.
I november 2024 valde Sjöberg att avsluta sin karriär som fotbollsspelare.

## Karriärstatistik
| Klubb              | Säsong             | Liga                       | Liga    | Liga | Svenska cupen | Svenska cupen | Övrigt  | Övrigt | Totalt  | Totalt |
| Klubb              | Säsong             | Division                   | Matcher | Mål  | Matcher       | Mål           | Matcher | Mål    | Matcher | Mål    |
| ------------------ | ------------------ | -------------------------- | ------- | ---- | ------------- | ------------- | ------- | ------ | ------- | ------ |
| Helsingborgs IF    | 2018               | Superettan                 | 2       | 0    | 0             | 0             | —       | —      | 2       | 0      |
| Helsingborgs IF    | 2019               | Allsvenskan                | 10      | 0    | 1             | 0             | —       | —      | 11      | 0      |
| Helsingborgs IF    | 2020               | Allsvenskan                | 6       | 0    | 0             | 0             | —       | —      | 6       | 0      |
| Helsingborgs IF    | Totalt             | Totalt                     | 18      | 0    | 1             | 0             | —       | —      | 19      | 0      |
| Dalkurd FF         | 2020               | Superettan                 | 16      | 2    | 1             | 0             | 2       | 0      | 19      | 2      |
| Ängelholms FF      | 2021               | Division 2 Västra Götaland | 9       | 2    | 1             | 0             | —       | —      | 10      | 2      |
| IK Brage           | 2021               | Superettan                 | 11      | 1    | 1             | 0             | —       | —      | 12      | 1      |
| IK Brage           | 2022               | Superettan                 | 25      | 0    | 4             | 1             | —       | —      | 29      | 1      |
| IK Brage           | 2023               | Superettan                 | 13      | 0    | 3             | 1             | —       | —      | 16      | 1      |
| IK Brage           | 2024               | Superettan                 | 13      | 0    | 2             | 0             | —       | —      | 15      | 0      |
| IK Brage           | Totalt             | Totalt                     | 62      | 1    | 10            | 2             | —       | —      | 72      | 3      |
| Totalt i karriären | Totalt i karriären | Totalt i karriären         | 105     | 5    | 13            | 2             | 2       | 0      | 120     | 7      |

1. ↑  Nedflyttningskvalmatcher mot Landskrona BoIS.[17][18]